# Loughguile
Loughguile (Loch gCaol in gaelico irlandese) è un villaggio dell'Irlanda del Nord, situato nella contea di Antrim.